# Kira Marie Peter-Hansen
Kira Marie Peter-Hansen, född 23 februari 1998 i Frederiksberg, är en dansk politiker för Socialistisk Folkeparti, ett parti som i EU-parlamentet tillhör den gröna gruppen. Hon blev invald i EU-parlamentet för sitt parti både 2019 och 2024.